# Alfredo Evangelista
Alfredo Evangelista est un boxeur d'origine uruguayenne, naturalisé espagnol né le 3 décembre 1954 à Montevideo.

## Carrière
Surnommé le Lynx, il passe professionnel en 1975 et devient champion d'Europe EBU des poids lourds en 1977 aux dépens du Français Lucien Rodriguez. Battu auparavant par Mohamed Ali puis par Larry Holmes en 1978 lors de deux championnats du monde, Evangelista perd son titre européen le 18 avril 1979 contre Lorenzo Zanon avant de le récupérer l'espace de quelques mois en 1987. Il se retire de la boxe en 1988 avec un palmarès de 62 victoires (dont 41 par KO), 13 défaites et 4 matchs nuls.